# Ardisia serrata
Ardisia serrata là một loài thực vật có hoa trong họ Anh thảo. Loài này được (Cav.) Pers. mô tả khoa học đầu tiên năm 1805.

## Hình ảnh

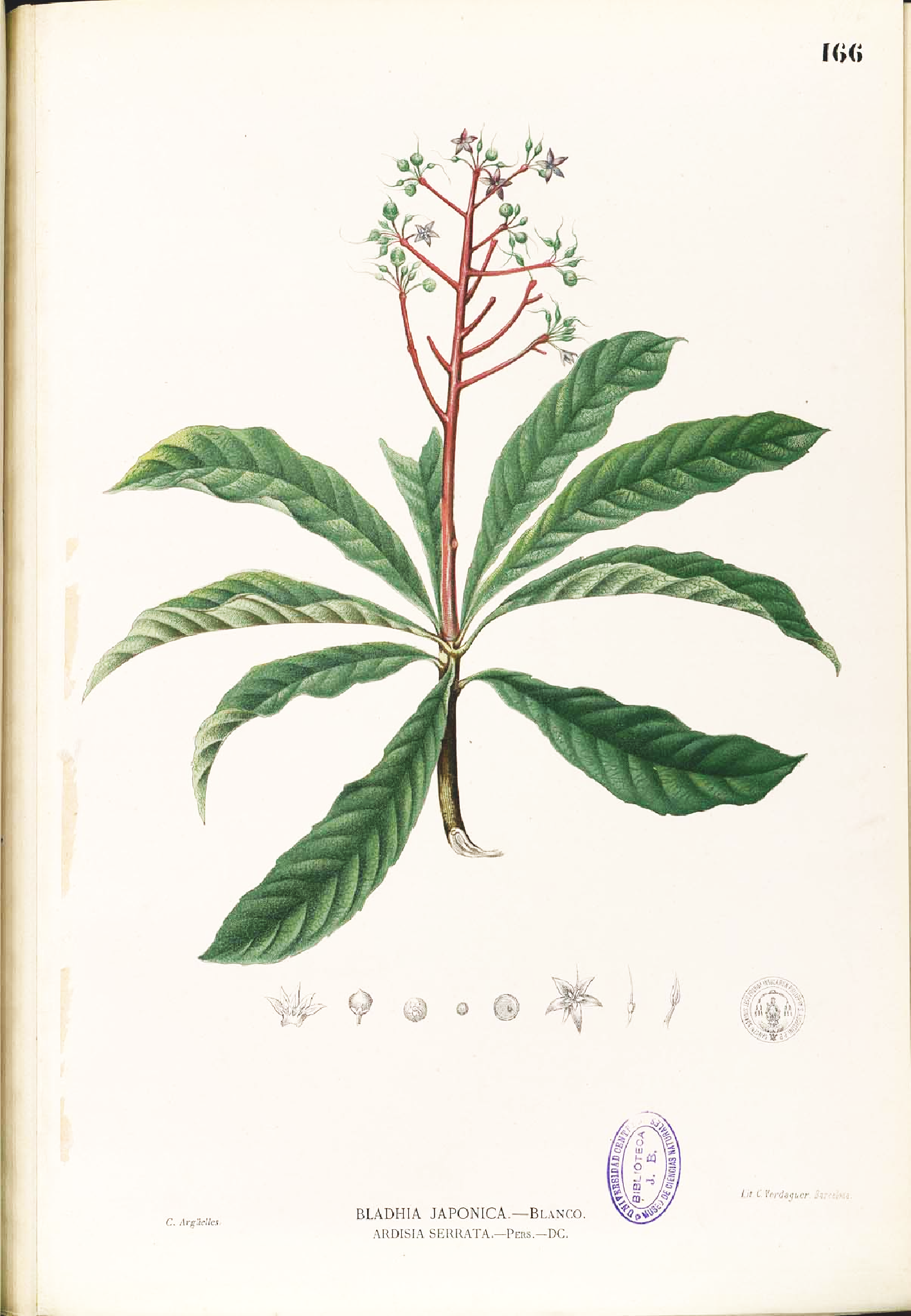
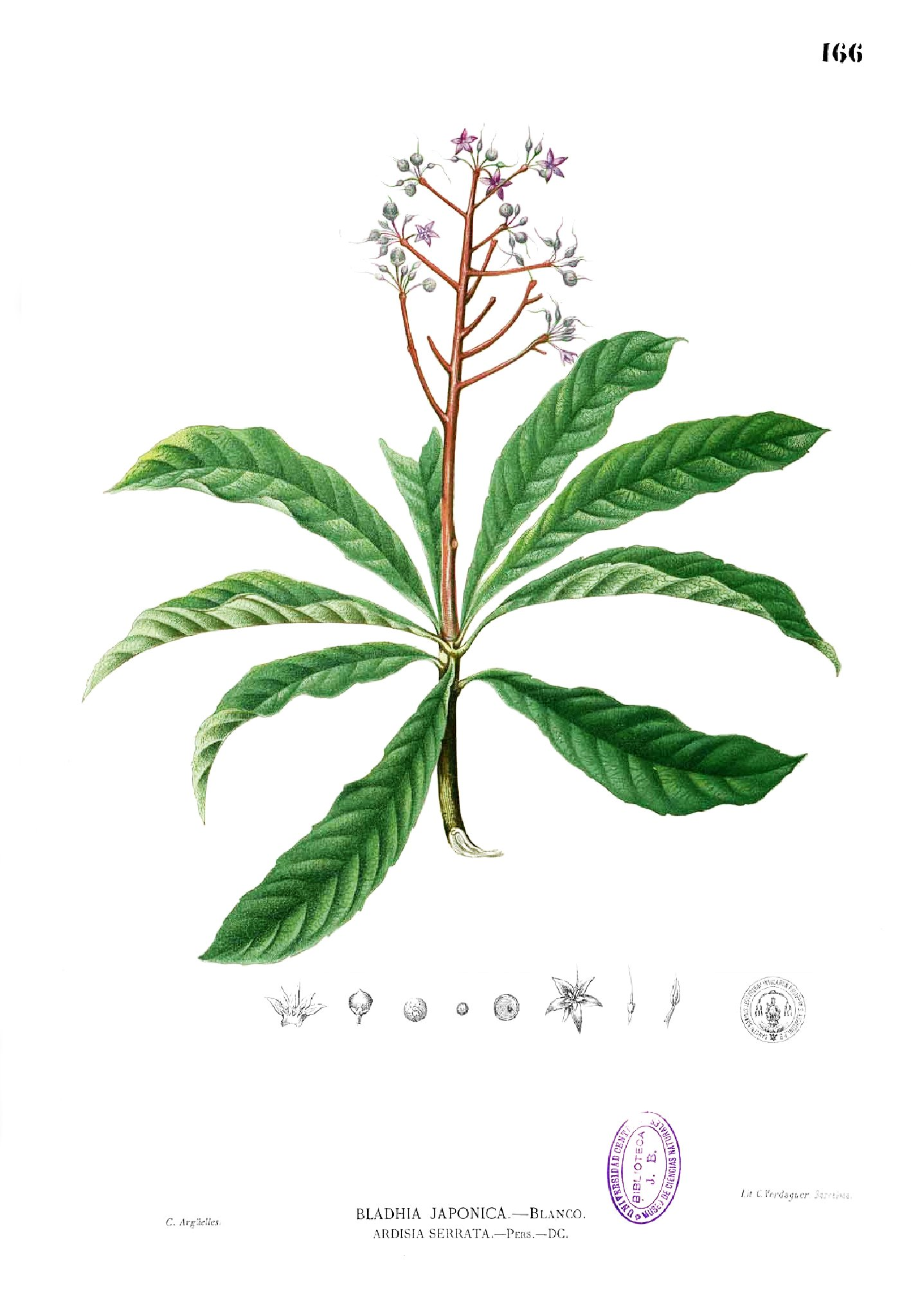
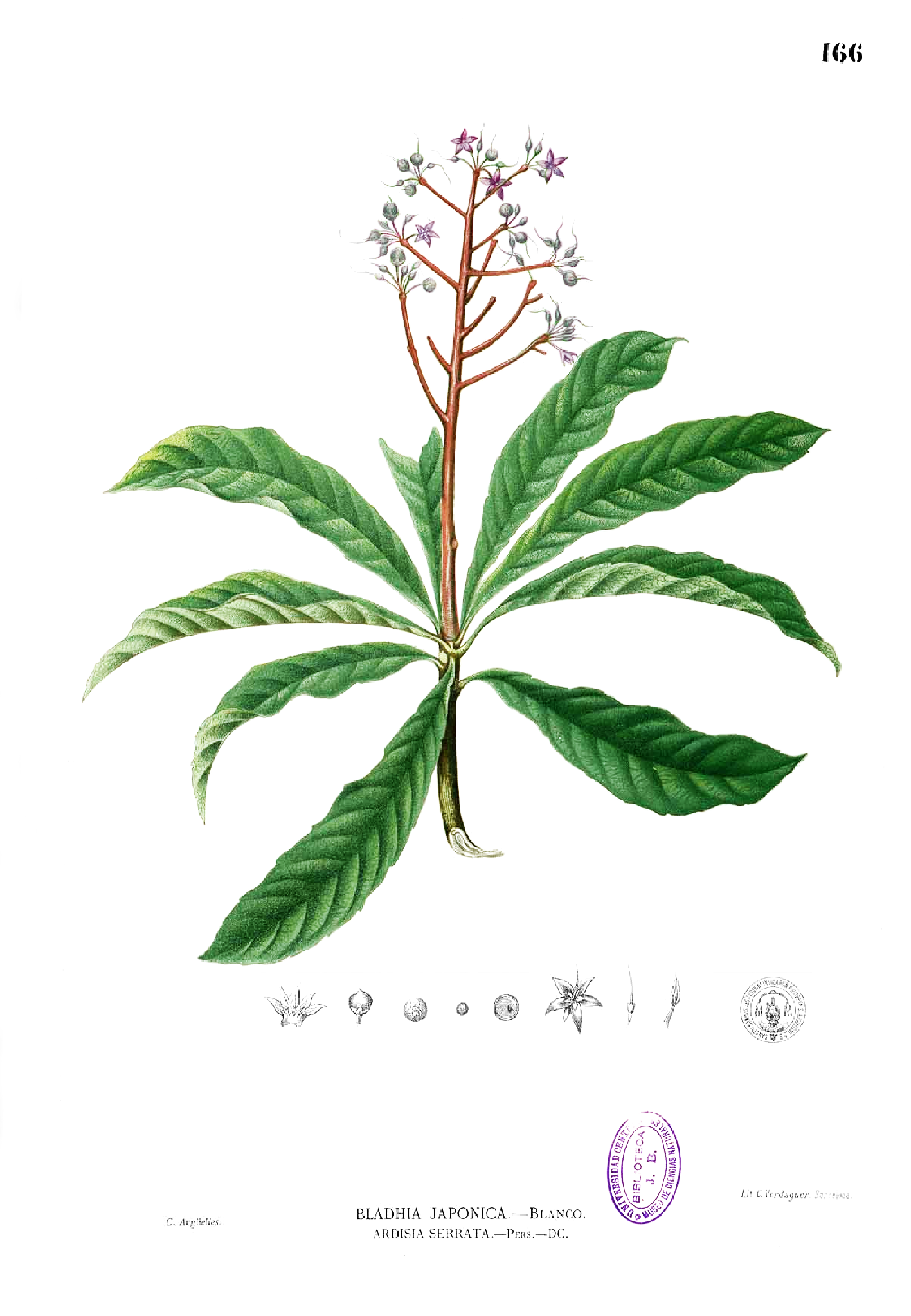